# The Mother (nhân vật How I Met Your Mother)
Tracy Mosby (họ gốc là McConnell), còn được biết đến với bí danh "The Mother" (tạm dịch: Người Mẹ),là nhân vật chính trong loạt phim hài kịch tình huống truyền hình dài tập của đài CBS How I Met Your Mother. Loạt phim, do Ted Tương lai thuật lại, kể về câu chuyện làm thế nào mà nhân vật Ted Mosby gặp The Mother. Tracy McConnell xuất hiện trong 8 tập phim từ tập "Lucky Penny" đến tập "The Time Travelers" dưới dạng nhân vật chưa được lộ mặt, trước khi xuất hiện trong 14 tập khác với sự diễn xuất của Cristin Milioti. Trong tập cuối của bộ phim, cô được tiết lộ đã mất vào năm 2024 bởi một căn bệnh không rõ nguyên nhân, nhận được những phản ứng trái chiều từ người hâm mộ.

## Thân thế
The Mother sinh ngày 19 tháng 9 năm 1984 The Mother, cùng với bạn cùng phòng Kelly (người đến nhầm quán MacLaren's) đang đợi Max, bạn trai của cô đến, cho đến khi cô nhận được cuộc gọi xác minh với cô rằng anh đã mất. Sau khi quay trở lại căn hộ của mình, cô mở món quà cuối của Max cho cô - một cây đàn bốn dây. The Mother trải qua vài năm mà vẫn chưa vượt qua chuyện cô vẫn tin anh là tình yêu đích thực duy nhất của cô.
Trong tập "Wait for It" có tiệt lộ một câu chuyện ngắn hơn của cách mà họ gặp nhau bằng một cây dù màu vàng. Trong tập "No Tomorrow", Ted tìm được cây dù tại hộp đêm và đem nó về nhà sau buổi tiệc ngày Thánh Patrick, nơi mà The Mother cũng tham dự nhưng họ không hề gặp nhau. Trong tập "How Your Mother Met Me" có tiết lộ ngày Thánh Patrick năm đó là hai năm sau khi Max, bạn trai của The Mother, qua đời. Cô vẫn còn bứt rứt nhưng cô bạn cùng phòng động viên nên đi ra ngoài và hẹn hò trở lại và dắt cô theo quán bar mà Ted và Barney đang tiệc tùng. Cả hai cô gái va phải Mitch, thầy dạy nhạc cũ của cô, cũng là người dạy nhạc tại trường Bronx sau này. Vì công việc hiện tại của anh, The Mother ngỏ ý đưa Mitch lại cây đàn vi-ô-lông của mình và họ đã trở về căn hộ của cô. Tuy nhiên, The Mother bị bất ngờ khi Mitch lại giở chiêu "The Naked Man". Cô phẫn nộ trước hành động của anh, nhưng anh lại khuyên cô nên theo đuổi ước mơ của mình. Cô nhớ lại cây dù vàng mình để lại ở quán bar và ra ngoài để lấy lại nó, để lại Kelly (người vừa va phải Barney tại quán bar) ở lại và đã lên giường với Mitch. Cô chỉ được biết rằng "một gã vô tâm" lấy mất cây dù của mình. The Mother theo đuổi ước muốn chấm dứt sự đói nghèo bằng việc tham gia học một lớp Kinh tế tại trường Đại học.
Trong ngày đầu giảng dạy với tư cách là Giáo sư, Ted đi nhầm lớp Kinh tế của The Mother, nơi cô lần đầu thấy anh và gặp Cindy, một cô bạn chung lớp mà sau này là bạn cùng phòng. Sau đó trong tập "Girls Versus Suits", Ted hẹn hò với Cindy, nhưng không biết gì về cô bạn cùng phòng chính là vợ tương lai của mình. Khi ở trong phòng của Cindy, anh nhặt những thứ mà cô sở hữu và chứng minh mình và cô ấy hợp nhau đến thế nào, anh mới biết những thứ đó không phải của cô ấy. Ted bước ra và thấy được gót chân của The Mother khi cô bước vào phòng tắm. Ted biết được lúc đó cô ấy đang chơi guitar bass cho một ban nhạc. Ted để quên cây dù vàng ở đó và Ted tương lai nói thêm, "đó là cách mà Mẹ các con lấy lại được cây dù vàng của mình". Trong tập "How Your Mother Met Me", Cindy nói với the Mother đã chia tay với gã "giáo sư khoa Kiến trúc" vì chỉ toàn lấy những món đồ của cô và thấy chúng thích hợp với anh ta. Cindy sau đó đã hôn The Mother.
Sau đó, cô tuyển Darren vào nhóm nhạc Superfreakonomics của mình. Dù vậy, sau đó Darren cướp đi nhóm nhạc của cô. Tập mở đầu của phần 6, "Big Days", có tiết lộ rằng Ted sẽ gặp người vợ tương lai của mình trong ngày diễn ra một đám cưới trọng đại ở tương lai mà anh là phù rể. Trong tập "False Positive", Robin nhờ Ted làm phù rể tương lai của mình, nếu nhỡ sau này cô có kết hôn. Trong tập "Challenge Accepted" có tiết lộ Ted sẽ gặp mẹ của bọn trẻ vào ngày diễn ra đám cưới của Barney. Trong tập cuối của phần 7, "The Magician's Code" có tiết lộ Barney sẽ lấy Robin và Ted sẽ gặp The Mother tại đám cưới của họ. Trong tập mở đầu phần 8, vợ của Ted lộ diện sau khi đám cưới của Barney và Robin diễn ra, tại trạm tàu "Farhampton" trong khi đang cầm một cây dù màu vàng và cây đàn guitar bass của cô, trong khi Ted đang ngồi ở hàng ghế và đọc sách.
Trong tập "Band or DJ?" của phần 8, Ted gặp Cindy tại tàu điện ngầm và kể cho cô về ban nhạc mà Barney và Robin định thuê trong đám cưới sắp tới đột ngột rút lui khi gần sát tới ngày cưới. Sau đó họ quyết định nhờ cô bạn cùng phòng lúc trước của Cindy chơi tại đám cưới của Barney và Robin vào ngày 25 tháng 5 năm 2013. The Mother sau đó gặp mặt Louis trong tập "How Your Mother Met Me" khi đang chuyển nhạc cụ của ban nhạc lên xe. Một lúc sau, trong quán rượu MacLaren's, cô thổ lộ mình vẫn chưa đủ sẵn sàng để hẹn hò. Louis ngỏ ý hãy gọi cho anh nếu đổi ý và cô đã rời đi trước khi Ted đến đó cùng Lily và Barney trong chiếc váy màu xanh lá. Hai người hẹn hò sau đó không lâu. Cô cũng là người khuyên Barney nên theo đuổi Robin, được tiết lộ trong tập "Platonish". Trong tập "Bass Player Wanted", cô cho Marshall và con trai của anh ta - Marvin đến Farhampton Inn. Marshall sau đó khuyên cô nên giành lại ban nhạc của mình trước khi bị Darren cướp mất, Mà sau đó, anh ta bỏ cuộc và bảo cô có thể lấy lại nhóm nhạc của mình.
Trong tập "How Your Mother Met Me", Louis cầu hôn cô trong căn nhà cách đó không xa, khiến cô vô cùng lưỡng lự. Sau đó cô trò chuyện với bạn trai quá cố Max để hỏi xin ý kiến với anh. Sau khi cô nhận một ngọn gió xem như câu trả lời của Max, cô từ biệt anh lần cuối và từ chối lời cầu hôn của Louis, sau đó tìm đến khách sạn Farhampton Inn để nghỉ chân. Ở ban công căn phòng, cô chơi bản "La Vie en Rose" với cây đàn bốn dây của mình, khiến Ted vô tình nghe được từ lan can phòng mình. Trong tập "The Lighthouse", Ted cầu hôn cô tại đỉnh ngọn hải đăng gần Farhampton Inn. Cô đồng ý ngay lập tức. Trong tập "Unpause", The Mother được tiết lộ đang lâm bồn đứa con thứ hai, Luke, vào năm 2017, khi họ đang đến thăm Farhampton lần nữa.

### Tên thật
Tên thật của The Mother chỉ được tiết lộ trong tập cuối của loạt phim, "Last Forever". Khi Ted gặp cô tại trạm tàu Farhampton, cô tiết lộ tên mình là Tracy McConnell. Trong tập phim "Belly Full of Turkey" ở phần 1, Ted gặp một vũ nữ tên là Tracy và nói đùa rằng "... vậy đó các con, đó là cách mà bố đã gặp mẹ các con", khiến nhiều khán giả hâm mộ đoán trước được tên của The Mother là Tracy.

## Qua đời
Trong tập cuối của loạt phim có tiết lộ ở thời điểm mà Ted đang kể chuyện đến con mình, Tracy đã mất cách đó đã 6 năm, vào năm 2024, do một căn bệnh không rõ nguyên nhân.
Nghi vấn The Mother mất được bàn đến trong nhiều năm, trước khi được tiết lộ là sự thật. Jason Segel (diễn viên thủ vai Marshall Eriksen) đề cập đến việc này trong một lần phỏng vấn cùng tạp chí GQ năm 2010. Khi phóng viên hỏi về ý tưởng nhân vật The Mother mất; Segel trả lời ngay "Tôi cũng từng nói đến chuyện đó". Dù vậy khi được hỏi "Vậy mọi người phản ứng ra sao?", Segel trả lời "Họ không quan tâm lắm đến lời tôi nói."
Ngày 25 tháng 3 năm 2013, khi tập phim "The Time Travelers" được công chiếu, Ted Tương lai mường tượng đến một đêm cô đơn, nơi anh vội vã đến gặp The Mother và nói rằng họ sẽ gặp nhau trong 45 ngày tới. Điều này được nhiều người hâm mộ đoán trước việc người Mẹ đã mất.
Một năm sau (3 tháng 3 năm 2014), tập phim "Vesuvius" được phát sóng. Khi Ted và The Mother đang ở khách sạn Farhampton Inn vào năm 2024 và Ted đang kể cho cô nghe câu chuyện lúc Robin và Barney cưới nhau. Ở cuối tập phim, khi mẹ của Robin đến lễ cưới, The Mother hỏi "Có người mẹ nào lại lỡ mất đám cưới của con gái mình chứ?" và Ted bật khóc khiến cô phải chuyển chủ đề; tập phim này cũng là một sự tiết lộ nhỏ cho cái chết của the Mother.

### Phản ứng của khán giả
Nhiều người hâm mộ tỏ ra bất mãn trước cái chết của The Mother. Họ gọi điện đến đài CBS để gửi một lá đơn kiến nghị đến cho các nhà sáng lập loạt phim để viết và ghi hình lại tập cuối. Đơn kiến nghị này nhận được hơn 20,000 chữ ký. Ngày 5 tháng 4 năm 2014, Carter Bays  thông báo trên Twitter rằng một cái kết khác, được dựa trên những thước phim đã quay, được nằm trong DVD của phần chín này.